# Groupe de propriétaires de CANDU
Le Groupe de propriétaires de CANDU (GPC) ou en anglais CANDU Owners Group (COG) regroupe tous les opérateurs de réacteurs CANDU dans le monde. C'est un OSBL qui promeut la coopération, l'assistance mutuelle et l'échange d'informations entre les membres dans le but de supporter, développer, opérer, maintenir et soutenir financièrement la technologie CANDU.

## Historique
Le GPC s'est formé en 1984 à la suite des accords entre les divers propriétaires canadiens de réacteurs CANDU, c'est-à-dire Ontario Hydro (connu maintenant sous le nom de Ontario Power Generation), Hydro-Québec, Énergie NB et la société Énergie atomique du Canada Limitée.
En 1986, des propriétaires de technologie CANDU situés en Argentine et en Corée du Sud se sont joints au GPC. De plus, à la suite de l'incident nucléaire survenu à Tchernobyl en 1986, la Pakistan Atomic Energy Commission et la Nuclear Power Corporation of India, toutes deux propriétaires de réacteurs nucléaires CANDU, se sont également jointes en 1989 au groupe afin de minimiser les risques d'un autre incident de nature nucléaire. Finalement, après avoir mis sur pied des installations nucléaires CANDU à Cernadova et à Qinshan, la Roumanie et la Chine se sont jointes au GPC, la première en 1991 et la seconde en 1999.
Durant les tout premiers accords en 1984, Ontario Hydro administrait le GPC sous les ordres d'un comité formé des quatre membres canadiens. Toutefois, le groupe s'est enregistré comme une organisation sans but lucratif et un conseil d'administration s'est formé afin de remplacer le comité directeur. En 2001, après avoir obtenu auprès de l'Ontario Power Generation le contrat d'opération des deux centrales nucléaires de Bruce, Bruce Power s'est joint au GPC comme membre canadien indépendant.

## Membres
Au Canada, plusieurs organismes sont membres :
- Bruce Power;
- Énergie atomique du Canada Limitée;
- Énergie NB;
- Hydro-Québec; (ancien opérateur de Gentilly-1)
- Ontario Power Generation.

Ailleurs dans le monde :
- l'Argentine;
- la Chine;
- l'Inde;
- le Pakistan;
- la Roumanie;
- la Corée du Sud.